# Псікоза
D-псікоза (C6H12O6), також відома як D-алюлоза або просто алюлоза, є епімером фруктози, який використовується деякими комерційними виробниками харчових продуктів і напоїв як низькокалорійний підсолоджувач. Алюлоза в природі зустрічається в невеликих кількостях у різноманітних харчових продуктах. Вперше вона була ідентифікована у 1940-х роках, хоча ферменти, необхідні для її виробництва в промислових масштабах, були виявлені лише в 1990-х роках.
Управління з продовольства і медикаментів США (FDA) визнало алюлозу загальновизнано безпечною речовиною (GRAS) в якості цукрозамінника в різних певних категоріях харчових продуктів. Оскільки алюлоза поглинається та метаболізується інакше, ніж інші цукри, FDA виключила її зі списку загальних і доданих цукрів на етикетках з інформацією про харчову цінність, але вимагає вказувати її вагу у калорійності вуглеводів з цінністю 0,4 ккал/г (приблизно 1/10 від калорійності звичайних вуглеводів).
Дослідження показали, що комерційний продукт не засвоюється організмом людини так, як звичайний цукор, і не підвищує рівень інсуліну, але для оцінки будь-яких інших потенційних побічних ефектів можуть знадобитися додаткові дослідження. У 2020 році FDA США прийняло висновок компанії Samyang про те, що максимально допустиме споживання алюлози дорослої людини вагою 60 кг становить від 33 до 36 грамів на день.

## Біохімія
Солодкість алюлози оцінюється в 70% солодкості сахарози. Вона має деяке відчуття охолодження і не має гіркоти. Кажуть, що її смак схожий на цукор, на відміну від деяких інших підсолоджувачів, таких як високоінтенсивні цукрозамінники аспартам і сахарин. Калорійність алюлози для людини становить приблизно 0,2-0,4 ккал/г, проти приблизно 4 ккал/г для типових вуглеводів. У щурів відносна енергетична цінність алюлози виявилася рівною 0,007 ккал/г, або приблизно 0,3% від сахарози. Подібно до еритритолу, алюлоза метаболізується мінімально і виводиться з організму в основному в незміненому вигляді. Глікемічний індекс алюлози дуже низький або такий, яким можна нехтувати.
Алюлоза є слабким інгібітором ферментів α-глюкозидази, α-амілази, мальтази та сахарази. Через це вона може пригнічувати метаболізм крохмалю та дисахаридів до моносахаридів в шлунково-кишковому тракті. Крім того, алюлоза пригнічує всмоктування глюкози транспортерами в кишечнику. З цих причин алюлоза має потенційний антигіперглікемічний ефект і, як було встановлено, знижує постпрандіальну гіперглікемію у людей. Через вплив на дієвість ліпогенних ферментів у печінці алюлоза також може мати антигіперліпідемічний ефект.
Через те, що алюлоза викликає неповне всмоктування вуглеводів із шлунково-кишкового тракту та подальшу ферментацію цих вуглеводів кишковими бактеріями, алюлоза може призвести до таких неприємних симптомів, як метеоризм, дискомфорт у животі та діарея. Встановлено, що мінімальна доза алюлози, яка не викликає діарею у людей, становить 0,55 г/кг маси тіла. Це вище, ніж у більшості цукрових спиртів (0,17–0,42 г/кг), але менше, ніж у еритритолу (0,66–1,0+ г/кг).
Було виявлено, що D-алюлоза є більш реактивною, ніж фруктоза та глюкоза, у реакціях глікації.

### Вплив на засвоєння вуглеводів
Був проведений мета-аналіз впливу додавання в середньому 5 грамів алюлози (діапазон 2,5-10 г) до напою або їжі, що містить фіксовані вуглеводи, порівняно з тією самою їжею на постпрандіальну реакцію глюкози та інсуліну. Загалом, порівняно з їжею, що містить лише вуглеводи, та сама їжа з невеликою дозою доданої алюлози призвела до зниження інтегрованої площі під кривою (iAUC) постпрандіальної глюкози на 10%. Якість доказів була оцінена як помірна.

## Хімія

Проекція Хаворта D-псикози

Алюлоза, також відома під системною назвою D-рибо-2-гексулоза, а також під назвою D-псікоза, є моносахаридом і кетогексозою. Це С3 епімер фруктози. Фруктозу можна перетворити на алюлозу за допомогою ферментів D-тагатози 3-епімерази (КФ 5.1.3.31) та/або D-псикозна 3-епімераза ( КФ 5.1.3.30 ), що дозволило масове виробництво алюлози. В природі міститься в незначних кількостях у пшениці, інжирі, родзинках, кленовому сиропі та патоці. Алюлоза має такі ж фізичні властивості, як і звичайний цукор, наприклад об’ємність, відчуття в роті, здатність до підрум’янювання та зниження температури замерзання. Це робить можливим її використання як цукрозамінника в харчових продуктах, включаючи морозиво.
У документі, виготовленому для Європейського агентства з безпеки харчових продуктів, фермент D-псикозна 3-епімераза, виготовлений компанією Matsutani Chemical Industry Co., Ltd, досліджувався на безпечність та алергенність. У ферментному препараті не виявлено ДНК кишкової палички (використовуваної для виробництва ферменту), а в амінокислотній послідовності ферменту не виявлено збігу з амінокислотними послідовностями відомих алергенів.

## Історія
Алюлоза була вперше відкрита в 1940-х роках. Перший метод масового виробництва алюлози був створений у 1994 році. Кен Ізуморі з Університету Кагава в Японії відкрив ключовий фермент, D-тагатозно-3-епімеразу, для перетворення фруктози в алюлозу. Цей спосіб виробництва має високу продуктивність, але має дуже високу собівартість продукції.

### Історія регуляції
У червні 2012 року Управління з продовольства і медикаментів США (FDA) прийняло висновок компанії CJ CheilJedang, Inc. з Південної Кореї про визнання алюлози безпечною в якості замінника цукру в певних категоріях харчових продуктів. У червні 2014 року подібний висновок було зроблено для компанії Matsutani Chemical Industry Company, Ltd. з Японії. Алюлоза без ГМО, вироблена компанією Samyang Corp. з Південної Кореї, була визнана безпечною у березні 2020 року.
У жовтні 2019 року FDA США оголосило про виключення алюлози із переліку загального та доданого цукру на етикетках, але виробники повинні продовжувати включати алюлозу в декларацію про загальну калорійну цінність вуглеводів із значенням 0,4 ккал/г.
Алюлоза наразі не схвалена в Канаді, ЄС чи Великобританії.
В Європейському Союзі алюлоза визнана природним сахаридом. Згідно з їхніми правилами моносахариди та інші сахариди не вважаються харчовими добавками, але повинні бути схвалені як харчові інгредієнти. Французька CJ-Tereos Sweeteners подала заявку на таке схвалення у квітні 2018 року Allulose Novel Food Consortium (ANFC) був створений у 2021 році чотирма японськими, корейськими, американськими та європейськими компаніями з виробництва харчових інгредієнтів, щоб прискорити його затвердження як інгредієнта в Європі, включаючи звільнення від маркування як цукру.

## Виробництво
Алюлоза виробляється шляхом ферментативної реакції, яка перетворює фруктозу на алюлозу. Станом на 2018 рік більшість комерційно доступних видів алюлози використовують кукурудзу як джерело фруктози. Ще одним джерелом фруктози є цукровий буряк.

## Комерційне застосування
Комерційні виробники та харчові лабораторії вивчають властивості алюлози, які можуть відрізнити її від підсолоджувачів сахарози та фруктози, включаючи здатність індукувати високу піноутворювальну властивість яєчного білка та виробництво антиоксидантних речовин, що утворюються в результаті реакції Майяра.
Комерційне використання алюлози включає низькокалорійні підсолоджувачі в напоях, йогуртах, морозиві, хлібобулочних виробах та інших зазвичай висококалорійних продуктах. Лондонська компанія Tate &amp; Lyle випустила свій власний варіант алюлози, відомий як Dolcia Prima allulose а американська компанія Anderson Global Group випустила свій власний варіант алюлози на північноамериканський ринок у 2015 році. Першою великою харчовою компанією, яка застосувала алюлозу як підсолоджувач, була компанія Quest Nutrition у деяких своїх білкових батончиках.